# كوتارو ماتسوشيما
كوتارو ماتسوشيما (مواليد 26 فبراير 1993) هو لاعب اتحاد رغبي ياباني.

## وصلات خارجية
- كوتارو ماتسوشيما عل موقع إسبنسكروم (الإنجليزية)
- كوتارو ماتسوشيما على موقع ItsRugby.co.uk (الإنجليزية)